# East Norton
East Norton est une paroisse civile et un village du Leicestershire, en Angleterre.